# Kårsåjaure (Jokkmokks socken, Lappland, 734506-169537)
Kårsåjaure är en sjö i Jokkmokks kommun i Lappland och ingår i Luleälvens huvudavrinningsområde. Sjön har en area på 0,074 kvadratkilometer och ligger 437,1 meter över havet.

## Delavrinningsområde
Kårsåjaure ingår i det delavrinningsområde (734287-169818) som SMHI kallar för Ovan 733996-169991. Medelhöjden är 357 meter över havet och ytan är 12,82 kvadratkilometer. Det finns inga avrinningsområden uppströms utan avrinningsområdet är högsta punkten. Kvarnån som avvattnar avrinningsområdet har biflödesordning 3, vilket innebär att vattnet flödar genom totalt 3 vattendrag innan det når havet efter 140 kilometer. Avrinningsområdet består mestadels av skog (63 procent) och sankmarker (17 procent). Avrinningsområdet har 1,68 kvadratkilometer vattenytor vilket ger det en sjöprocent på 13,1 procent.